# Silvia Piñeiro
Silvia Gabriela Piñeiro Rodríguez (Santiago, 27 de junio de 1922-Santiago, 15 de mayo de 2003), mayormente conocida como Silvia Piñeiro o La Piñeiro, fue una actriz y empresaria teatral chilena. Premio Nacional de Arte de Chile en 1988 y ganadora del Premio Ondas a la mejor actriz iberoamericana de televisión, en 1969. Piñeiro representa a una las máximas figuras de la naciente televisión chilena de las décadas de 1960.
Fue una de las pocas actrices chilenas abiertamente alessandrista y ferviente admiradora de Augusto Pinochet. En su carrera actoral, Piñeiro participó en 70 obras de teatro, 25 de ellas producidas por su compañía, 12 telenovelas, dos películas, una exitosa comedia para televisión (Juani en sociedad) y un programa que llevó su nombre El show de Silvia Piñeiro.

## Biografía

### Familia y estudios
Nacida el 27 de junio de 1922 en Providencia, era hija del comerciante Francisco Antonio Piñeiro Navarrete y de la profesora Juana Emma Rodríguez Bermúdez. Tuvo tres hermanos: Marta Adriana —madre de la bailarina y actriz Rosita Salaberry Piñeiro—, Hilda Juana y Francisco.
Toda su infancia la vivió en la Avenida Matta aunque estudió en el British High School y en los liceos de niñas N.º 1 y N.º 5, donde manifestó tempranamente su interés por la gimnasia y el básquetbol impulsada por su padre, quien se destacó como dirigente deportivo. Inició una breve carrera deportiva que la convirtió en campeona sudamericana de básquetbol. Cambió el entusiasmo deportivo por una apacible vida de provincia en Iquique. A los 20 años de edad y recién casada, ganó el reinado de la Fiesta de la Primavera de la ciudad.
Posteriormente vinieron las actuaciones espontáneas para sus amigos y una fracasada postulación al Teatro de Ensayo de la Universidad Católica de Chile. Pero lo volvió a intentar y en 1950 se convirtió en alumna de la UC, de donde egresó en 1954.

### Carrera profesional
Su carrera profesional comenzó en 1950 con la participación en numerosas obras, entre ellas, Ángeles en desgracia de Noel Coward. Actuó en comedias musicales tales como La pérgola de las flores de Isidora Aguirre y Francisco Flores del Campo, Mi querido Presidente de Miguel Frank, y en la versión chilena de Hello Dolly.
En cine actuó en Deja que los perros ladren, Nunca en domingo, ¡Esta señorita Trini!, ¡Ufa con el sexo! (1968) y El cuerpo y la sangre, entre otras.
En televisión marcó época con programas como Los Moller, En su casa y, por varias temporadas (entre 1967-1971), en Juani en Sociedad, la serie cómica más exitosa de Canal 13 protagonizada por artistas como Nelly Meruane, Violeta Vidaurre, Sonia Viveros y Emilio Gaete. Posteriormente, participó en una docena de telenovelas producidas por Canal 13 y TVN.
En 1977 fue galardonada con el Premio Ondas a la mejor actriz iberoamericana. En 1988 se le concedió el Premio Nacional de Arte de Chile, y en 1994 se le otorgó el Premio APES a la Trayectoria.

### Últimos años
En 1997 se hicieron públicos los efectos de su cesantía y de la inadecuada administración de su dinero. Incluso hasta poco antes de su muerte, la actriz insistía en su necesidad de trabajar. Nunca consiguió financiamiento para crear la Fundación Silvia Piñeiro, con la que quería becar a estudiantes de escasos recursos.
La noche de octubre de 1997 en que apareció en silla de ruedas en el programa Domingo a domingo de Megavisión llevaba un año cesante. Emocionada, habló de la precariedad económica en que vivía y rogó por un trabajo. El dinero del Premio Nacional (20 UTM) y las tres pensiones de gracia (cada una de unos $66 mil) no le alcanzaban para vivir.
El caso movilizó a los productores de Viva el lunes, el espacio de Canal 13 que registraba el mayor índice de audiencia de la época. En directo, una noche de noviembre de 1997, Silvia Piñeiro recibió las llaves de un departamento en el centro de Santiago.
La actriz falleció a las 02:00 de la mañana del 15 de mayo de 2003. Sus restos fueron velados en el Cementerio Parque del Recuerdo.

## Vida personal
Silvia Piñeiro contrajo matrimonio con el ingeniero Leopoldo Francisco Contreras Poblete, con quien tuvo a su único hijo, Leopoldo Francisco Contreras Piñeiro (nacido el 16 de octubre de 1943; fallecido en 12 de mayo de 2021).
Se vio involucrada sentimentalmente con varias personalidades, entre ellas, el actor Charles Beecher, quien murió el mismo día que Silvia. La prensa rumoreó su estrecha cercanía con el presidente de la República Jorge Alessandri Rodríguez, con quien se juntaba a tomar té y asistía a todos sus estrenos, ubicándose en primera fila.
Era apasionada por los perros. Su última mascota fue una basset hound llamada Sarah Bernhardt Piñeiro, en honor a la actriz francesa Sarah Bernhardt.

## Legado
La Escuela de Teatro UC de Campus Oriente (Pontificia Universidad Católica de Chile) rebautizó en 2013 una de sus salas como “Sala N°2 Silvia Piñeiro”, en conmemoración a los setenta años de su fundación.

## Filmografía

### Televisión
| Año       | Series                                       | Personaje           | Ref. |
| --------- | -------------------------------------------- | ------------------- | ---- |
| 1966      | Los Möller en su casa                        | Bebé McKay          |      |
| 1967-1972 | Juani en Sociedad                            | Bebé McKay          |      |
| 1975      | La pérgola de la flores                      | Laura Larraín       |      |
| 1978-1979 | En su casa... la vida misma                  |                     |      |
| 1979      | Juani 79                                     |                     |      |
| 1982      | De cara al mañana                            | Beatriz Bañados     |      |
| 1982      | Celos                                        | Elena Echeñique     |      |
| 1984      | Andrea                                       | Marta Ríos          |      |
| 1986      | La Villa                                     | Ana Victoria Barros |      |
| 1987      | Mi nombre es Lara                            | Florencia Valle     |      |
| 1988      | Bellas y audaces                             | Adelaida Padilla    |      |
| 1988      | Las dos caras del amor                       | Raquel Astaburuaga  |      |
| 1989      | A la sombra del ángel                        | Marina del Porto    |      |
| 1989      | Teresa de los Andes                          | Madre Bouscayrol    |      |
| 1990      | Corín Tellado: Mis mejores historias de amor | Ángela Monardes     |      |
| 1991-1992 | Condominio                                   | Graciela Leonor     |      |
| 1993      | Marrón glacé                                 | Angelina Hamilton   |      |
| 1993      | Doble juego                                  | Leticia             |      |
| 1994      | Champaña                                     | Carlota Jurandir    |      |
| 1995      | Estúpido cupido                              | Carlota Meza        |      |
| 1995      | Juani en Sociedad                            | Bebé McKay          |      |
| 1996      | Marrón glacé, el regreso                     | Angelina Hamilton   |      |

### Cine
- Nunca en domingo
- El cuerpo y la sangre
- Deja que los perros muerdan

### Programas de televisión
- El show de Silvia Piñeiro  (Canal 13) - Conductora
- Estudio 2 - (TVN) - Conductora
- La manivela

## Teatro
- 1950: La loca de Chaillot
- 1951: La invitación al castillo
- 1951: Sombra y sustancia - Tomasina Concannon
- 1953: Cuando nos casemos - La señora Norhrop
- 1953: Tienda de juguetes
- 1953: El aniversario - Tatiana Alexeievna
- 1954: La casa de la noche - Catalina Eisenlohr
- 1954: Martín Rivas - Adelaida Molina
- 1955: Pueblecito
- 1957: Comedia para asesinos - Wanda Delorme
- 1957: Entre gallos y medianoche - Magdalena
- 1958: El ángel que nos mira - Señora Pert
- 1958: ¡Esta señorita Trini! - Madama Grigorieva
- 1959: Deja que los perros ladren - Carmen
- 1960: La pérgola de las flores - Laura Larraín
- 1963. Juani se casa - Bebé Mckay
- 1964: Mi querido Presidente
- 1965: La dama del canasto
- 1971: Como en la gran ciudad
- 1972: Javiera y su fantasma
- 1973: Adorable Julia
- 1974: The Boy Friend
- 1975: Chilenismo
- 1976: La sopera
- 1977: Cien mujeres y un playboy
- 1978: Espejismos
- 1979: Adán y Eva en Lo Mayor
- 1979: La pérgola de las flores - Laura Larraín
- 1980: ¡Hello, Dolly!
- 1982: Cabaret Bijoux
- 1983: Se llama Silvia
- 1984: Sarah Bernhardt - Sara Bernhardt
- 1984: La balsa de la medusa - Carla
- 1987: Ángeles caídos - Carolina
- 1991: Los chicos de la fiesta
- 1996: Después del postre
- Ángeles en desgracia
- El hombre que vino a cenar
- Yo no miento jamás
- El amigo de la casa
- Siete años de castidad
- La idiota
- La comezón del séptimo año
- La pulga en la oreja
- Al que le toca le toca
- El protagonista

## Premios
- Premio Caupolicán (1953) por Tienda de juguetes
- Premio de la Asociación de Cronistas de Cine, Radio, Teatro al mérito (1953)
- Premio Caupolicán (1957) por Esta señorita Trini
- Premio Inca de Oro (1959) por Esta señorita Trini
- Premio Moái (1962)
- Premio Moái (1963)
- Premio de O.P.I. y los Artistas Chilenos (1967) por Juani en sociedad
- Premio actriz más popular de TV (1967) por Juani en sociedad
- Premio Teatro Ensayo UC (1968) por trayectoria artística
- Premio Moái (1969) por Juani en sociedad
- Premio Ondas a la mejor actriz iberoamericana de televisión (1969) por Juani en sociedad
- Premio actriz más popular de TV (1969) por Juani en sociedad
- Premio Laurel de Oro (en 10 ocasiones)
- Premio 40 años de Teatro de la Universidad Católica (1983)
- Orden al Mérito Docente y Cultural Gabriela Mistral en grado Gran Comendador (1984) por Ministerio de Educación (Chile)
- Premio Nacional de Arte de Chile (1988) por el gobierno de Augusto Pinochet
- Premio APES a la trayectoria (1994)